# Geburg Aasland
Johannes Geburg Kristian Aasland (* 13. August 1886 in Kragerø; †  9. April 1970 in Oslo) war ein norwegischer Organist und Komponist. Er war berühmt für seine landesweit gehaltenen Vorträge in der Erwachsenenbildung. Der in der Kindheit erblindete Aasland war einer der bekanntesten Blinden Norwegens und machte aufgrund seiner Popularität unter anderem in seinen Büchern auf die Situation der Blinden aufmerksam. Er versuchte, mehr Verständnis in der Öffentlichkeit zu erreichen und Verbesserungen ihrer Situation zu erlangen.

## Leben
Geburg Aaslands Eltern waren der Schiffszimmermann Johannes Jensen (* 1847) und seine Frau Kirsten Andrea (* 1851). Geburg wuchs in einer Seemannsfamilie in Kragerø auf. Da sein Vater zur See fuhr, oblag die Erziehung seiner Mutter Kirsten, die versuchte, ihn, nachdem er schon als Kind sein Augenlicht verloren hatte, wie seine gesunden Geschwister zu erziehen und gleich zu behandeln. Sie bestärkte ihn trotz der Behinderung, seinen Weg zu gehen und schickte ihn von 1896 bis 1906 an ein Institut für Blinde in Kristiania. Zu Beginn seines dortigen Aufenthaltes war die Blindenschule eine reine Handwerksschule. Zu dieser Zeit wurde auch Unterricht in anderen Fächern in den Ausbildungsplan aufgenommen. So profitierte Geburg sehr vom Musikunterricht. Der Unterricht ermöglichte ihm, seine Fähigkeiten zu erweitern und Kontakte zu knüpfen, die für ihn nach seinem Schulabschluss wichtig wurden. So lernte er Peter Lindemann (1858–1930), den Direktor des Konservatoriums in Kristiania kennen. Dieser unterstützte ihn sehr. So unterrichtete Aasland von 1905 bis 1916 als Teilzeitlehrer am Konservatorium in Kristiania. Ab 1904 gab er Konzerte als Pianist und Organist. Er wirkte am 10. Juni 1904 in einer musikalischen Abendunterhaltung mit. Im August 1904 gab er eigene Abendunterhaltungen, bei denen seine Kompositionen Lerka [Lerche] und Gavotte aufgeführt wurden. Am 8. Januar 1905 inserierte er in der Aftenposten als Musik- und Klavierlehrer. Im Sommer 1905 gab er auch in Kragerø Abendunterhaltungen. 1906 wurde sein Gavotte im Musikverlag Oluf By in Kristiania verlegt. Am 10. Mai 1908 gab er in Fredrikstad gemeinsam mit der Opernsängerin Clara Hultgren ein Kirchenkonzert. Im August und September 1908 inserierte er in der Aftenposten als Lehrer für Harmonielehre und Improvisation. Er wies in der Anzeige darauf hin, dass er Privatunterricht erteile und am Konservatorium unterrichte, sowohl im Einzel- als auch im Gruppenunterricht und bot an, auf Anfrage den Unterricht beim Schüler zu Hause abzuhalten. Am 20. September 1908 veranstaltete Aasland in Frederikstad gemeinsam mit der Sangforening ein Kirchenkonzert. Er wurde als Komponist und Organist angekündigt. Aufgeführt wurden unter anderem sein Konzertallegro in d-moll und die Fantasie über den Choral Nu takker alle Gud [Nun danket alle Gott] für Orgel. Im August 1909 hielt Aasland seinen ersten Vortrag an der Kristiania Folkeakademie [Volksakademie]. Im Herbst 1909 hielt er sich in Trondheim auf. Im Rahmen einer Blindenausstellung in Trondheim hielt er einen Vortrag über Volksmusik und veranstaltete in der Freimaurerloge ein Konzert zusammen mit dem Pianisten Einar Melling und der Sängerin Dagny Rabe Melling. Es wurden neben Werken Aaslands und Mellings, Werke Chopins, Schumanns und Mozarts aufgeführt.
Von 1910 bis 1956 war er Organist an der Kirche in Ullern. 1911 heiratete er Signe Hennum (* 19. Oktober 1884; † 5. November 1865). Sie war die Tochter des Zollassistenten Peter Hennum (* 1849) und seiner Frau Anna (* 1850). Signe war seine Sekretärin, Freundin und Reisebegleiterin und inspirierte ihn in vielerlei Hinsicht. Aasland arbeitete vor allem als Organist und Vortragsredner. Von der Kirche in Ullern aus reiste er mit seiner Musik und mit Vorträgen zu verschiedensten Themen durchs ganze Land. Seine Hauptwirkungstätten waren die Folkeakademien. Neben seiner Vortragstätigkeit komponierte er auch, vor allem für Klavier, Orgel und Chor. Zwischen 1940 und 1945 wuchs seine Popularität, als er sich am zivilen Widerstand gegen die deutsche Besatzung beteiligte. Dazu nutzte er seine Auftritte. Daraufhin wurde ihm im Juni 1941 ein Redeverbot erteilt. Er fand aber Wege, das Verbot zu umgehen, und es entstanden in dieser Zeit viele Anekdoten. Aasland war der erste Redakteur der Zeitung Blindesaken des Norwegischen Blindenverbands. Hier prägte er das Bild der Blinden in der Öffentlichkeit.

## Werke (Auswahl)

### Bücher
- Blindesaken i Norge, 1959
- I kamp med skjebnen, [Ich kämpfe mit dem Schicksal], 1968

### Musik
- Ljos [Licht] op.1 für Gesang und Klavier

- Bagateller op. 19 in Braille veröffentlicht
- Lerka für Gesang und Klavier[16]
- Derover fra Graensen für Gesang und Klavier[16]
- Til Keiser Wilhelm für Gesang und Klavier[16]
- Gavotte für Klavier,[16] verlegt bei Oluf By, Kristiania 1906[9]
- Scherzando für Klavier[16]
- Etude für Klavier[16]
- Koncert-Allegro für Orgel in d- moll[12][17]
- Hjem jeg længes für Gesang und Orgel[17]
- Mod Hvile für Gesang und Orgel[17]
- Under Korsets Trae für Gesang und Orgel[17]
- Fantasie über: Saa vil vi nu sige hverandre Farvel für Orgel[17]
- Kunde jeg Roser male für Gesang und Klavier, 1910[18]
- Moser i vakre vilde für Gesang und Klavier, Text:Th. Caspari, 1913[19]
- Vaarnat für Gesang und Klavier, 1913[20]
- I aarstidernes tegn, Kantate, 1914